# Жиулі Шартава
Жиу́лі Калістра́тович Шарта́ва (груз. ჟიული შარტავა, 7 березня 1944, Сухумі, Абхазька АРСР, Грузинська РСР — 27 вересня 1993, Сухумі, Грузія) — грузинський державний діяч, голова Ради міністрів Абхазії. За освітою — інженер. У 1992 обраний депутатом парламенту Грузії.
27 вересня 1993 року під час наступу абхазьких військ на Сухумі, Шартава, що перебував у своєму робочому кабінеті в Сухумі разом з мером Гурамом Габіскірія та іншими співробітниками апарату, був полонений кабардинським загоном, а потім дорогою в Гудауті убитий абхазькими збройними силами. У 2004 посмертно присвоєно звання Національного героя Грузії.